# Liten änglatrumpet
Liten änglatrumpet (Brugmansia arborea) en art ur familjen potatisväxter från Ecuador, Peru, norra Chile och Bolivia. Arten odlas som krukväxt i Sverige och är en vanlig prydnadsväxt i varma länder.

## Synonymer
- Brugmansia cornigera (Hook.) Lagerh.
- Datura arborea L. basionym
- Datura cornigera Hook.